# Pacaritambo

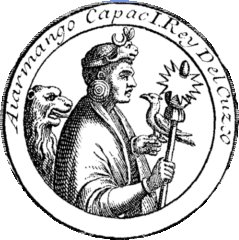
Médaillon à l'effigie de Manco Cápac, 1615

Pacaritambo ou Paqariqtampu est le nom d'une grotte d'où aurait émergé l'ethnie inca. La légende de Pacaritambo qui y est associée raconte l'histoire des quatre frères Ayar, Ayar Kachi, Ayar Uchu, Ayar Awka et Ayar Manco. Également appelé Manco Cápac, ce dernier est considéré comme le fondateur mythologique de l'empire inca.

## Situation géographique
La grotte de Pacaritambo est située à environ 30 km au Sud de Cuzco.

## Légende de Pacaritambo
Les quatre frères Ayar seraient sortis de la grotte de Tampu tocco, située dans le village Pacaritambo, sans parents et sans aucune possessions. Après avoir longtemps erré, Ayar Kachi serait retourné dans la grotte pour s'y transformer en divinité locale, alors que les trois autres seraient parvenus au mont Wanakawri. Là, Ayar Uchu se serait pétrifié, alors que Manco Cápac aurait utilisé un bâton d'or pour trouver un endroit pour s'y établir. Le bâton ayant désigné Wanaypata, Ayar Kachi s'y serait lui aussi transformé en pierre alors que Manco Cápac y aurait construit la ville de Cuzco.

## Analyse moderne
La légende de Pacaritambo ne possède pas de fondements archéologiques. L'origine des Incas se situerait néanmoins effectivement dans la région de Cuzco.
D'autres légendes font également sortir Manco Cápac du lac Titicaca, plus au Sud.